# Веселина Сариева
Веселина Сариева (родена на 6 януари 1979 г. в Пловдив, България) е български културен мениджър, куратор, галерист, колекционер, филантроп и автор. Тя има значително влияние върху развитието на арт сцената в България след 2004 г. и върху нейното международно представяне след 2011 г. Дъщеря е на поета Веселин Сариев и историка Катрин Сариева и е роднина на видния български историк и общественик Стефан Захариев.

## Образование
Веселина Сариева завършва магистърска степен по славянска филология в Пловдивския университет, специалност „Сръбски и хърватски език и литература“ през 2003 г. През същата година специализира в Загребския университет. През 2015 г. е възпитаник на International Visitor Leadership Program (IVLP) – водеща програма за професионален обмен на Държавния департамент на САЩ в групата Changemakers.

## Кариера и ключови проекти
Със съвместна инициатива с Катрин Сариева, Веселина създава и управлява редица културни организации:
- Sarieva/Gallery (2021), наследник на семейната галерия Sariev (2004 – 2021).
- Фондация „Отворени Изкуства“ (2007).
- Кафене и общностен център artnewscafe (2008 – 2023).
- Кабинет* – среда за диалог, анализ и развитие (2022).

Сред ключовите проекти на Веселина Сариева са:
- „Open Art Files: Теми, Хора, Пространства, Документи в българското съвременно изкуство“ (2018 – до днес).
- „FLUCA: Австрийски културен павилион“ (2016 – до днес).
- „Работни визити за международни куратори и арт критици“ (2015 – до днес).
- „Форум Колекционери“ (2011 – до днес).
- „Artnewscafe бюлетин“ (2008 – до днес).
- Future Unforgettable (2021).
- Circle of Friends for Bulgarian Art (2020).
- „Sariev + Markov sculpture projects“ (2019).
- „Въведение в българското съвременно изкуство“ (2018).
- „Фокус: България“ на viennacontemporary (2015)
- „Дeбати Лотос“ (2013)
- „Алтернативна карта на Пловдив“ (2013 – 2017)
- „Беседка за Града“ (2012 – 2015)
- „Въведение в съвременното изкуство“ (2011 – 2019)
- Фестивал „Улица Отец Паисий“, Пловдив (2010 – 2013)
- „ФОН: Млади автори“ (2010 – 2019)
- „Нощ на музеите и галериите - Пловдив“ (2005 – 2019)

## Галерийна дейност
Галерия Sariev стартира през септември 2004 г. на ул. Отец Паисий в Пловдив като инициатива на Катрин Сариева. Първоначално фокусирайки се върху съвременната керамика и фотография. През 2011 г. Веселина се присъединява като съ-директор и галерията се трансформира в Sariev Contemporary, която играе централна роля в международното признание на българското съвременно изкуство. През 2021 г. институцията приема ново име в женски род – Sarieva / Gallery.

## Филантропска дейност
Фондация „Отворени Изкуства“, основана от Веселина и Катрин през 2007 г., работи активно за създаването и устойчивото развитие на модели и практики за подкрепа на българската съвременна култура. Организацията има ключова роля за развитието на Пловдив след 2005 г. насам. „Отворени Изкуства“ поддържа широка партньорска мрежа и участва в различни културни проекти и инициативи.

## Общностни и образователни проекти
Една от ранните мисии в кариерата на Сариева е създаване на общност и общностни центрове и проекти. Такива са кафенето и общностен център artnewscafe (2008 – 2023), „Open Art Files: Теми, Хора, Пространства, Документи в българското съвременно изкуство“ (2018 – до днес), „Нощ на музеите и галериите - Пловдив“ (2005 – 2019), Фестивал „Улица Отец Паисий“, Пловдив (2010 – 2013), „Въведение в съвременното изкуство“ (2011 – 2019), „Фокус: България“ на viennacontemporary (2015), Future Unforgettable (2021) и други.

## Избрани кураторски проекти
Веселина Сариева реализира редица собствени кураторски проекти в рамките на програмата на галерия Sariev Contemporary, Пловдив, галерия Sarieva, Пловдив, фестивала НОЩ/Пловдив, FLUCA: Австрийски културен павилион, като куратор на колекциата на DOT Sofia и др. В собствените си проекти има силен интерес към преоткриване на автори (напр. Текла Алексиева, Сашо Стоицов, Владимир Иванов и други) и откриване и подкрепа на млади имена. В България е курирарла изложби съвместно с Боян Манчев и Правдолюб Ивонов. През 2021 г. съ – курира с Рене Блок групова изложба представяща български автори Brittle Power с участието на Рада Букова, Лъчезар Бояджиев, Правдолюб Иванов, Викенти Комитски, Руди Нинов, Недко Солаков, Марияна Василева и Сибин Василев в Kunsthal 44Møen, Моен, Дания.

## Награди и признания
Веселина Сариева е носител на множество награди и отличия, включително селекцията „40 до 40“ на Дарик радио (2014), „100 най-влиятелни жени“ на Капитал (2012), „Жена на Годината 2011“ на Списание Grazia, Железен орден за съвременно изкуство „Венцислав Занков“ (2010), Награда на журналистите Арт-факт на годината за Нощ на музите и галериите – Пловдив (2006), Награда Достоен Гражданин на Пловдив (2006) и др.